# Cassano Magnago

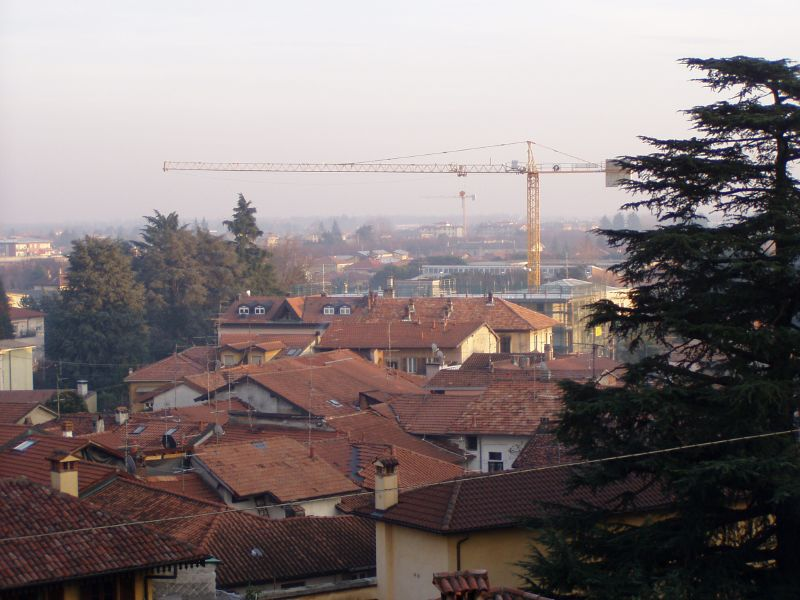
Cassano Magnago

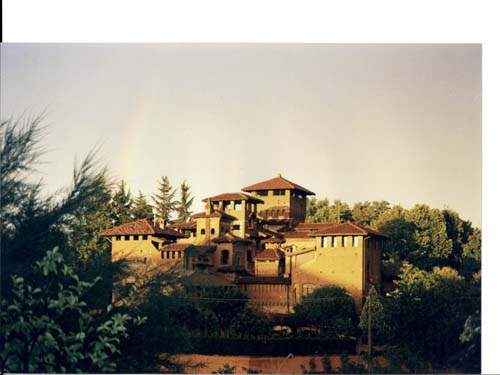
Schloss Visconti genannt Castello Centotetti

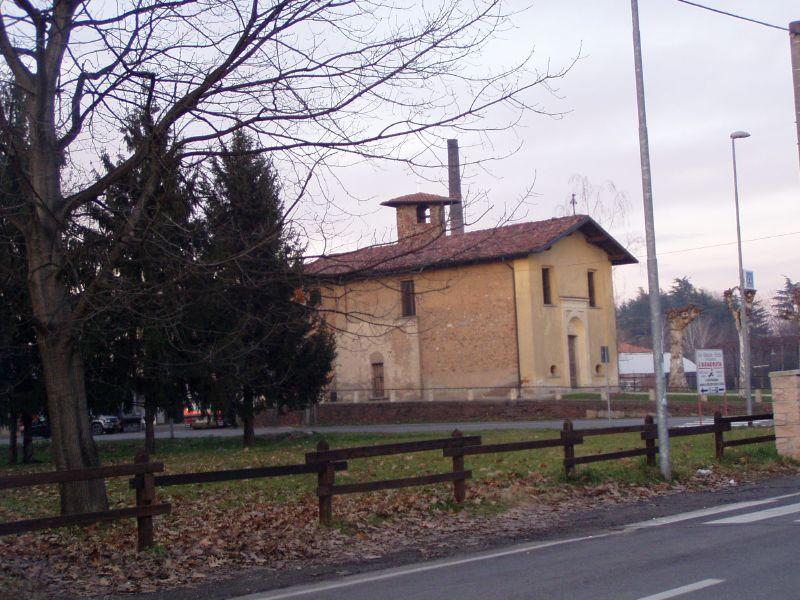
Kirche Sant’Anna

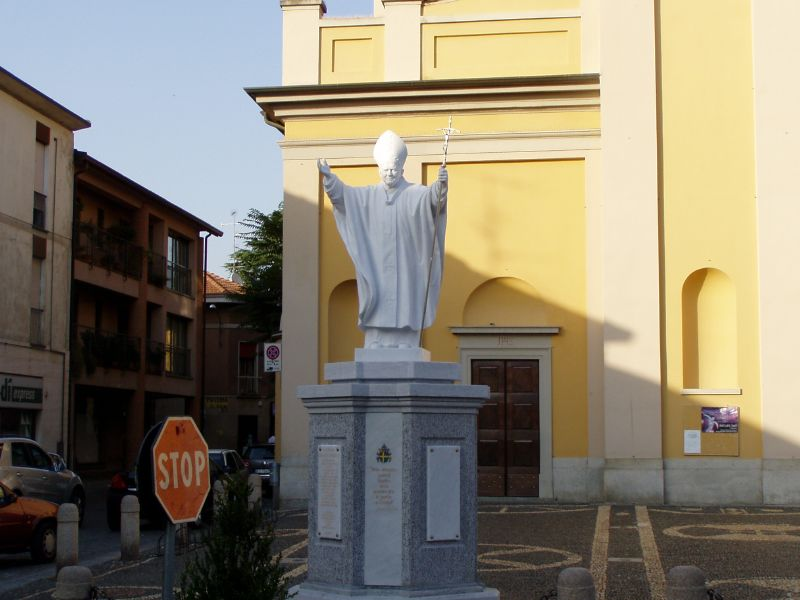
Kirche San Giulio mit Statue Papst Johannes Paul II. im Vordergrund

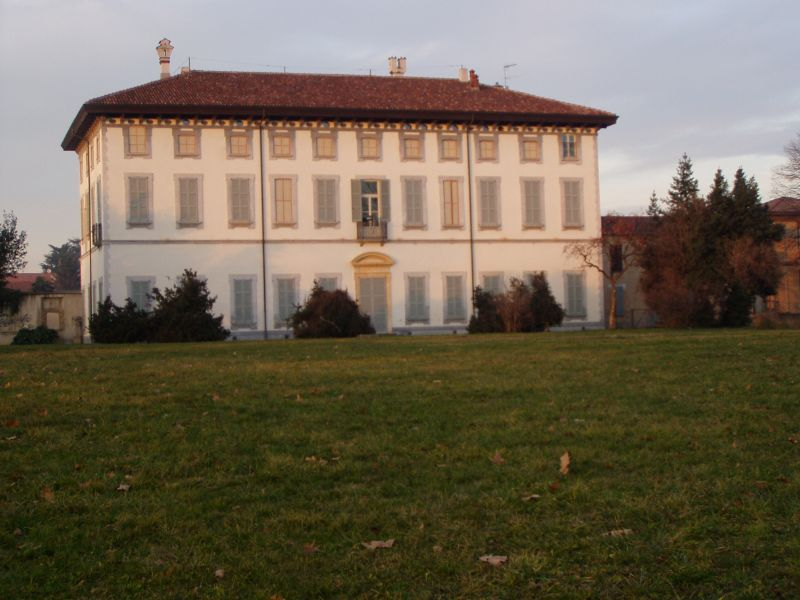
Villa Oliva

Cassano Magnago ist eine italienische Gemeinde (comune) in der Provinz Varese in der Region Lombardei.

## Geographie
Cassano Magnago liegt 20 km südlich von Varese am Sturzbach Arno und bedeckt eine Fläche von 12 km². Die Nachbargemeinden sind Busto Arsizio, Cairate, Carnago, Cavaria con Premezzo, Fagnano Olona, Gallarate und Oggiona con Santo Stefano. Mit der Nachbarstadt Gallarate bildet der Ort eine Einheit.
Die Gemeinde verfügt über einen Autobahnanschluss zur A8 über die Anschlussstelle Gallarate. Der Flughafen Mailand-Malpensa liegt etwa 8 km westlich der Stadt. Die Einwohner arbeiten in der Industrie und auf dem nahe gelegenen Flughafen Mailand-Malpensa.

## Geschichte
Man nimmt an, dass Cassano schon in der Antike bewohnt war, eine Hypothese, die durch die Entdeckung eines archäologischen Fundes gestützt wird, einer Aschenurne aus der Zeit zwischen 600 und 450 vor Christus, die auf die Golasecca-Kultur (1000 bis 500 vor Christus) zurückgeführt werden kann. In den folgenden Jahrhunderten kamen neue Völkerwanderungen in das Land. Das Gebiet zwischen dem Tessin und der Adda wurde von den Insubri bewohnt, und es scheint, dass der Name Cassano Magnago auf diese alte keltische Bevölkerung zurückgeht. Funde aus der Römerzeit sind durch verschiedene Bestattungsarten, Bronzemünzen etc.
Das eigentliche Wahrzeichen von Cassano Magnago ist der Turm von San Maurizio: Archäologen gehen davon aus, dass er in spätrömischer Zeit erbaut wurde, als Signalturm diente, später zum Glockenturm der gleichnamigen Kirche umgebaut wurde und dann Anfang des 20. Jahrhunderts abgerissen wurde, während der Turm in den 1970er Jahren restauriert wurde, um seinen Einsturz zu verhindern. Sie könnte bereits vor der Römerzeit errichtet worden sein, wie eine lange Frässtelle am Fuß des Hügels nahelegt, die bis zum Ufer des Giessbach Rile reicht und eine senkrechte Mauer von drei bis vier Metern Höhe erzeugt hat, die die gesamte Südseite des Hügels unzugänglich macht.
Antike Dokumente, die Cassano erwähnen, stammen aus dem Jahr 1152. Ende des 13. Jahrhunderts erfahren wir aus dem Liber Notitiae Sanctorum Mediolani des Kanonikers Goffredo da Bussero, dass es bereits vier Kirchen gab. Die Anwesenheit von zwei Frauenklöstern ist ebenfalls seit Mitte des 14. Jahrhunderts belegt (das der Humiliaten bis 1567). Im Jahr 1287 ließ Erzbischof Ottone Visconti die Festung von Castelseprio zerstören und errichtete in Cassano Magnago eine Burg, die noch heute existiert. Der kriegerische Erzbischof hat vielleicht nicht mehr getan, als die bereits bestehenden militärischen Strukturen wieder aufzubauen. Neben den Visconti spielten auch andere Adelsfamilien eine wichtige Rolle in der Geschichte von Cassano. In einer Urkunde vom März 1364 wird die Familie Cagnola aus Cassano Magnago erwähnt: Ihr Nachname ist mit dem Ursprung der Kirche San Rocco in Soiano verbunden, deren Patronat die Bossi, Mailänder Adlige, übernahmen. Sie wurden von der Familie Agazzini und schließlich von der Familie Oliva abgelöst, die im Jahr 1800 an ihre Stelle trat.
Im 17. Jahrhundert blieb auch diese Gegend nicht von der Pest verschont, die von Manzoni sehr detailliert beschrieben wurde. Die erste Stadt, die davon betroffen war, war Busto Arsizio im Dezember 1629. Zu diesem Zeitpunkt zeigten alle Nachbarorte ihre Solidarität: Cassano Magnago steuerte einen halben Sack Brot, 56 Dutzend Eier, anderthalb Stages Hülsenfrüchte und zwei Wagenladungen Stroh bei (aus der Chronik von Reguzzone). Im Jahr 1630 wurde die Stadt auch von einer schrecklichen Epidemie heimgesucht: Es gibt keine genauen Angaben über die Todesfälle, aber es ist sicher, dass unter den Opfern auch der damalige Pfarrer von Santa Maria, Francesco Pellegatta, war.
Das Ende des 18. Jahrhunderts brachte das Abenteuer Napoleons nach Cassano Magnago. Die offiziellen Papiere mit ihren komplizierten dynastischen Emblemen verschwanden, aber die eindeutigen Requisitionsdekrete kamen an: Kostbarkeiten verschwanden aus den Kirchen und die Gemeinde verlor 3.186 Lire, als die Armee Alexander Wassiljewitsch Suworows 1799 hier durchzog. Bei dieser Gelegenheit wurde der als Jakobiner bekannte Abt De Rossi von Cassano Magnago von der österreichischen Polizei gesucht und konnte zur Enttäuschung der Herren von Gallarate, die Ziel seiner republikanischen Predigten waren, entkommen. Die postnapoleonische Restauration ist durch die Ansprüche der Adligen und die Mitteilungen der kaiserlich-königlichen Regierung gut dokumentiert. Im Jahr 1848 bot Cassano Magnago 410,14 österreichische Lire sowie wertvolle Gegenstände für die nationale Sache an. Die latent vorhandenen patriotischen Strömungen in Cassano fanden in der so genannten „Revolution der Fahnen“ vom 21. März 1959 ihren Ausdruck.
Die Società operaia di mutuo soccorso (Arbeiterhilfsverein) wurde im März 1873 gegründet; der Schriftzug ist noch heute an der Außenseite des ehemaligen städtischen Polizeipräsidiums (heute in der Villa Oliva) in der Via Marconi zu lesen, wo der Verein seinen letzten Sitz hatte, bevor er 1925 von den örtlichen Faschisten aufgelöst wurde. Die Katholiken, die dem bürgerlich-liberalen Staat kritisch gegenüberstanden, aber dem politischen Geschehen nicht entfremdet waren, gründeten 1896 in San Giulio das örtliche Pfarrkomitee mit 28 Mitgliedern; die blutigen Ereignisse der Mailänder Unruhen und die von General Bava Beccaris im Mai 1898 erlassenen Dekrete zur Auflösung der katholischen Vereinigungen bedeuteten sein Ende. Auch an Arbeitskonflikten mangelte es nicht: Im Februar und März 1903 kam es zu einem großen Streik in der Ottolini-Fabrik in Ortschaft Cedrate, an dem sich rund 600 Weber beteiligten, viele davon aus Cassano Magnago. Die Arbeitsniederlegung, die nach zwanzig Tagen mit einer Niederlage für die Arbeiter endete, war nach ihrem Ende vor allem durch die erbitterte Kontroverse zwischen der Katholischen Liga und der Arbeiterkammer gekennzeichnet, die sich etwa einen Monat lang in den Spalten ihrer jeweiligen Zeitungen, La Battagliaund Popolo e Libertà, Beleidigungen und Verleumdungen austauschten; In Cassano Magnago fand am 25. März auf der Piazza Corte (heute Piazza Italia) eine sozialistische Kundgebung statt, um gegen die feigen und infamen Verleumdungen der Christdemokraten zu protestieren, an der auch F. Buffoni, damals am Anfang seiner Karriere, teilnahm. Buffoni, der damals am Anfang seiner politischen und gewerkschaftlichen Karriere stand.
Der Erste Weltkrieg markierte eine schmerzhafte Pause in der Prosperität, die jedoch bald darauf inmitten ideologischer und sozialer Gegensätze wieder einsetzte. Eine weitere, noch schmerzhaftere Unterbrechung wurde durch den Zweiten Weltkrieg verursacht. Neben den Gefallenen und Vermissten (man erinnere sich an den Rückzug aus dem dramatischen Russlandfeldzug) gab es vier Freiheitskämpfer, die eine besondere Erwähnung verdienen: Bonicalza Albino, Brogioli Franco, Colombo Alvaros und Mazzel Gianni. In den folgenden Jahren kam es zu einer weiteren industriellen und demografischen Expansion, die zur Bildung von zwei neuen, dicht besiedelten Stadtteilen führte: Villa und Boschirolo, vereinigt in der neuen Pfarrei San Pietro (7-9-1969). Diese letzten zwanzig Jahre begannen mit der Lichtgestalt eines Priesters, Don Carlo Gnocchi, der 1947 in der Stadt Cassano eines seiner ersten Heime für die Mutilatini gründete. 1948 wurde zum ersten Mal ein Mann aus Cassano, Giovanni Gasparoli, nach einer mutigen politischen und gewerkschaftlichen Tätigkeit in das nationale Parlament gewählt.

## Bevölkerung
| Bevölkerungsentwicklung | Bevölkerungsentwicklung | Bevölkerungsentwicklung | Bevölkerungsentwicklung | Bevölkerungsentwicklung | Bevölkerungsentwicklung | Bevölkerungsentwicklung | Bevölkerungsentwicklung | Bevölkerungsentwicklung | Bevölkerungsentwicklung | Bevölkerungsentwicklung | Bevölkerungsentwicklung | Bevölkerungsentwicklung |
| ----------------------- | ----------------------- | ----------------------- | ----------------------- | ----------------------- | ----------------------- | ----------------------- | ----------------------- | ----------------------- | ----------------------- | ----------------------- | ----------------------- | ----------------------- |
| Jahr                    | 1861                    | 1881                    | 1901                    | 1921                    | 1951                    | 1971                    | 1981                    | 1991                    | 2001                    | 2011                    | 2021                    |                         |
| Einwohner               | 3.102                   | 3.813                   | 4.381                   | 5.825                   | 8.848                   | 17.335                  | 19.912                  | 20.608                  | 20.668                  | 21.386                  | 21.130                  |                         |

## Sehenswürdigkeiten
- Pfarrkirche San Maurizio
- Kirche Santa Maria
- Kirche San Giulio
- Kirche San Martino
- Kirche San Pietro
- Villa Oliva
- Schloss Visconti
- Museum ButtafavArte

## Persönlichkeiten
- Giovanni Battista Maino, Bildhauer
- Marco Ferrari (1932–2020), Weihbischof in Mailand
- Mavillo Gheller, Fußballspieler
- Federico Piovaccari (* 1984), Fußballspieler
- Davide Sinigaglia, Fußballspieler
- Mauro Venegoni, Politiker, Partisan
- Wladimiro Panizza (1945–2002), Radrennfahrer
- Mario Lanzafame, Radrennfahrer
- Flavio Zappi, Radrennfahrer
- Umberto Bossi (* 1941), italienischer Politiker und Vorsitzender der norditalienischen Regionalpartei Lega Nord
- Ivan Basso (* 1977), italienischer Radrennfahrer, lebt in Cassano Magnago.